# Alfred Rényi
Alfréd Rényi (20 marca 1921 w Budapeszcie – 1 lutego 1970 tamże) – węgierski matematyk, który znacząco przyczynił się do rozwoju kombinatoryki, teorii grafów, teorii liczb i szczególnie probablilistyki. Ze względu na żydowskie pochodzenie przebywał w obozie pracy w 1944.
Na jego cześć nazwany został Instytut Matematyki Alfréda Rényi Węgierskiej Akademii Nauk (MTA Rényi Alfréd Matematikai Kutatóintézet).
Model sieci losowej bywa nazywany modelem Erdösa–Rényi (ER).